# Sara Telek
Sara Telek (* 8. August 1988 in Wien) ist eine österreichische Fußballschiedsrichterin und ehemalige Fußballschiedsrichterassistentin sowie vormalige Fußballspielerin.

## Karriere
Sara Telek wurde in Wien-Margareten geboren und besuchte im dritten Wiener Gemeindebezirk Landstraße eine Kunstschule. Außerdem absolvierte sie von 2004 bis 2006 eine Musicalausbildung sowie 2012/13 eine Sprech- und Synchronsprechausbildung und begann 2009 ein Studium der Hungarologie an der Universität Wien, wo sie 2012 auch das Erweiterungscurriculum (EC) Öffentliche Kommunikation belegte.

### Als Spielerin
Ihre sportliche Laufbahn startete sie 2006 beim ASK Erlaa, ab 2009 spielte sie beim SC Wiener Viktoria. Sie gehörte zum Gründungsteam der Dornbacher Sport-Club Frauen. In der Saison 2012/13 stand Telek zum letzten Mal als Spielerin für den Wiener Sport-Club auf dem Platz. Anschließend war sie als Kommentatorin (Bundesliga ON EAR), Sportjournalistin (unter anderem beim ORF Niederösterreich, bei Ö3 und den Niederösterreichischen Nachrichten) sowie als Moderatorin (Schau TV) tätig.

### Als Schiedsrichterin und Schiedsrichter-Assistentin

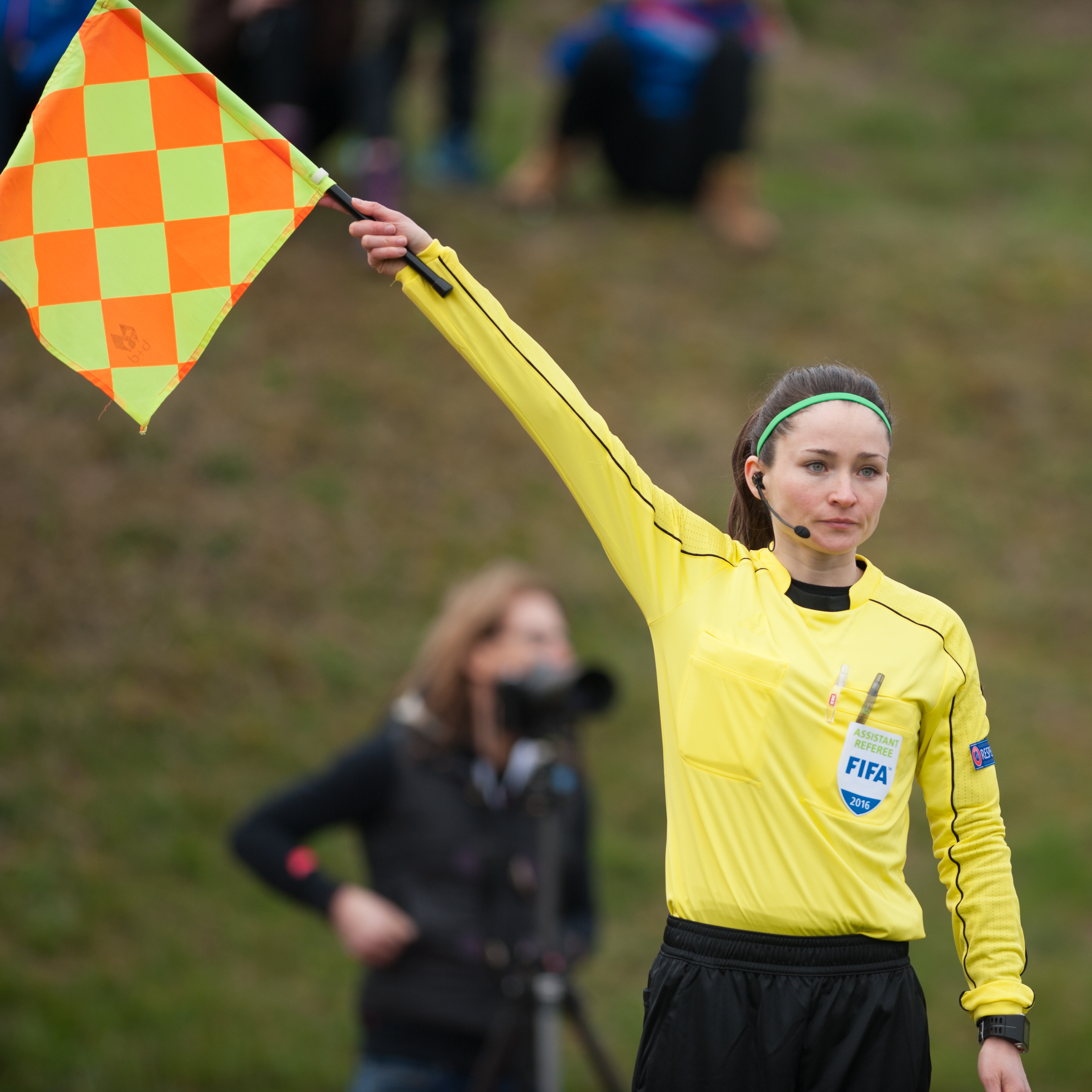
Sara Telek (2016)

Von 2016 bis 2024 war sie als FIFA-Assistentin tätig. Am 22. Februar 2020 war sie als erste Schiedsrichterin in der Bundesliga der Herren an der Linie im Einsatz. 2021 war sie beim Finale der UEFA Women’s Champions League als Assistentin im Einsatz.
Von der UEFA wurde sie als Schiedsrichter-Assistentinnen für die Fußball-Europameisterschaft der Frauen 2022 nominiert. Zuletzt war mit Konrad Plautz bei der Fußball-Europameisterschaft 2008 ein Schiedsrichter aus Österreich bei einer Fußball-Europameisterschaft im Einsatz. Ihr EM-Debüt gab sie am 8. Juli 2022 beim Spiel Deutschland gegen Dänemark der Gruppe B unter der Leitung von Esther Staubli. Ihr zweiter EM-Einsatz erfolgte im Halbfinalspiel zwischen England und Schweden.
Für die Fußball-Weltmeisterschaft der Frauen 2023 wurde sie in den Perspektivpool der FIFA aufgenommen.
Anfang 2024 gab sie ihr FIFA-Schiedsrichterassistentinnen-Wappen zurück und wurde die erste weibliche Österreicherin als FIFA Video Match Official, mit dem Ziel FIFA-Schiedsrichterin zu werden. Zwischen einem Wechsel als FIFA-Schiedsrichterassistentin zur FIFA-Schiedsrichterin muss laut Regelwerk ein Jahr Pause liegen. Im Juni 2024 pfiff sie als Schiedsrichterin das Finalturnier der Women Street Football League 2024 in Barcelona. Im Dezember 2024 wurde sie als FIFA-Schiedsrichterin ab dem 1. Januar 2025 berufen. Bei der 2025 erstmals durchgeführten Wahl zur Frauen-Bundesliga-Schiedsrichterin der Saison 2024/25 gelangte sie auf den ersten Platz.